# Ophiogramma doris
Ophiogramma doris är en fjärilsart som beskrevs av Louis Beethoven Prout 1916. Ophiogramma doris ingår i släktet Ophiogramma och familjen mätare. Inga underarter finns listade i Catalogue of Life.